# La Luz (Lerdo)
La Luz es una localidad del estado mexicano de Durango. Es parte del municipio de Lerdo.

## Demografía
| Gráfica de evolución demográfica |
|                                  |

| Censo | Población |
| ----- | --------- |
| 1940  | 151       |
| 1950  | 287       |
| 1960  | 663       |
| 1970  | 411       |
| 1980  | 683       |
| 1990  | 715       |
| 2000  | 973       |
| 2010  | 1 285     |
| 2020  | 1 580     |